# Jim Jarmusch
James R. "Jim" Jarmusch, född 22 januari 1953 i Cuyahoga Falls i Ohio, är en amerikansk filmregissör, manusförfattare och skådespelare.
Jim Jarmusch har nominerats till och vunnit ett flertal priser. Särskilt har han uppmärksammats på Filmfestivalen i Cannes där han har nominerats till Guldpalmen sex gånger, 1984 vann han Caméra d'Or, 1993 vann han Guldpalmen i kortfilmssektionen och 2005 vann han Grand Prix för Broken Flowers.

## Filmografi, i urval
- 1980 – Permanent Vacation
- 1984 – Stranger Than Paradise
- 1986 – Coffee and Cigarettes (kortfilm)
- 1986 – Down by Law
- 1987 – Helsinki Napoli All Night Long
- 1989 – Mystery Train
- 1989 – Coffee and Cigarettes II (kortfilm)
- 1989 – Leningrad Cowboys Go America
- 1991 – Night on Earth
- 1993 – Coffee and Cigarettes III (kortfilm)
- 1995 – Dead Man
- 1997 – Year of the Horse
- 1999 – Ghost Dog – Samurajens väg
- 2003 – Coffee and Cigarettes
- 2005 – Broken Flowers
- 2009 – The Limits of Control
- 2013 – Only Lovers Left Alive
- 2016 – Paterson
- 2019 – The Dead Don´t Die
- 2025 – Father Mother Sister Brother